# 光叶绢蒿
光叶绢蒿（学名：Seriphidium aucheri）为菊科绢蒿属的植物。分布于巴基斯坦、阿富汗、伊朗以及中国大陆的西藏等地，生长于海拔2,400米至3,700米的地区，见于山坡、谷地和路旁等，目前尚未由人工引种栽培。